# Paperino acchiappasomari
Paperino acchiappasomari (Truant Officer Donald) è un film del 1941 diretto da Jack King. È un cortometraggio animato della serie Donald Duck, prodotto dalla Walt Disney Productions e uscito negli Stati Uniti il 1º agosto 1941, distribuito dalla RKO Radio Pictures. Il film fu candidato all'Oscar al miglior cortometraggio d'animazione nel 1942, ma perse a favore di un altro corto Disney, Qua la zampa.

## Trama
Qui, Quo e Qua sono al lago a nuotare, ma vengono scoperti dall'acchiappasomari Paperino, che li cattura e li porta a scuola caricandoli nel bagagliaio del suo furgone. Mentre Paperino parla all' infinito dell'importanza della buona educazione, i ragazzi, con dei coltelli, riescono a distruggere il retro del furgone,fuggire e raggiungere il loro covo. Quando si accorge che il retro del suo furgone è sparito, Paperino insegue i ragazzi fino al loro covo. Il papero cerca in tutti i modi di entrare, ma senza successo. Così decide di far uscire i nipoti riempiendo la casetta di fumo. Nel frattempo, all'interno, i ragazzi stanno cucinando tre polli, quando si accorgono che sta entrando del fumo, così mettono i tre polli nel letto e fuggono attraverso il tetto. Paperino irrompe all'interno e vedendo i tre polli cotti nel letto, pensa che i ragazzi siano stati cotti vivi per poi scoppiare a piangere dispiaciuto per la sua crudele azione. Poi, uno dei tre gemelli si traveste da angelo e si cala nella casetta. Tira un calcio sul sedere di Paperino, ma quando ci riprova cade e il suo travestimento viene scoperto. Così Paperino cattura i nipotini e li porta a scuola facendoli marciare. Ma una volta arrivati a destinazione, Paperino scopre con orrore e sgomento che la scuola è chiusa per le vacanze estive. Davanti allo sguardo furibondo dei nipoti, un imbarazzato Paperino si fa piccolo piccolo per il suo errore.

## Distribuzione

### Edizioni home video

#### VHS
- Paperino guai in vista (marzo 1994)
- Paperino un adorabile pasticcione (febbraio 2002)

#### DVD
Il cortometraggio è incluso nel DVD Walt Disney Treasures: Semplicemente Paperino - Vol. 1.